# Antonio Napolioni
Antonio Napolioni (ur. 11 grudnia 1957 w Camerino) – włoski duchowny katolicki, biskup Cremony od 2016.

## Życiorys
Święcenia kapłańskie otrzymał 25 czerwca 1983 i został inkardynowany do archidiecezji Camerino. Po święceniach został dyrektorem kurialnego wydziału katechetycznego. W 1993 otrzymał nominację na wicerektora regionalnego seminarium w Ankonie, a w 1998 objął urząd jego rektora. W 2010 objął probostwo w San Severino Marche.
16 listopada 2015 papież Franciszek mianował go ordynariuszem diecezji Cremona. Sakry udzielił mu 30 stycznia 2016 biskup Dante Lafranconi.